# Orešany
Orešany este o comună slovacă, aflată în districtul Topoľčany din regiunea Nitra. Localitatea se află la altitudinea de 238 m deasupra n.m., se întinde pe o suprafață de 6,72 km2 și în 2017 număra 324 de locuitori.

## Istoric
Localitatea Orešany este atestată documentar din 1330.

## Demografie
| An:                | 1994 | 2004    | 2014    | 2024   |
| ------------------ | ---- | ------- | ------- | ------ |
| Număr de persoane: | 316  | 281     | 333     | 330    |
| Diferență:         |      | −11,07% | +18,50% | −0,90% |

| An:                | 2023 | 2024   |
| ------------------ | ---- | ------ |
| Număr de persoane: | 325  | 330    |
| Diferență:         |      | +1,53% |